# Ambarang
 (octobre 2020).
Si vous disposez d'ouvrages ou d'articles de référence ou si vous connaissez des sites web de qualité traitant du thème abordé ici, merci de compléter l'article en donnant les références utiles à sa vérifiabilité et en les liant à la section « Notes et références ».
Ambarang est un village du Cameroun, situé dans la région du Nord et le département du Mayo-Rey. Il appartient à la commune de Touboro. Ses coordonnées sont : Longitude : 14.3 Latitude : 7.65 Altitude : 802m. 